# Вава
Эдва́лду Изи́диу Нету  (порт. Edvaldo Izidio Neto) (12 ноября 1934, Ресифи — 19 января 2002, Рио-де-Жанейро), более известный как Вава́ (порт. Vavá) — бразильский футболист. Двукратный чемпион мира.

## Биография
Играл за такие известные бразильские клубы, как «Васко да Гама» и «Палмейрас», за испанский клуб «Атлетико Мадрид», а также за национальную сборную Бразилии.
За сборную Бразилии Вава провёл 23 матча, и в её составе два раза становился чемпионом мира — в 1958 и 1962 годах (забив 5 и 4 гола за турнир соответственно). Вместе с ещё пятью игроками он стал лучшим бомбардиром ЧМ-1962 в Чили.
Вава один из пятерых футболистов, которые забивали в двух финальных матчах чемпионатов мира. Вместе с ним этого добились Пеле (1958 и 1970), Пауль Брайтнер (1974 и 1982), Зинедин Зидан (1998 и 2006) и Килиан Мбаппе (2018 и 2022).

## Достижения

### Командные
«Спорт Ресифи»
- Чемпион штата Пернамбуку: 1949

«Васко да Гама»
- Чемпион штата Рио-де-Жанейро: 1952, 1956, 1958
- Чемпион турнира Рио-Сан-Паулу: 1958

«Атлетико Мадрид»
- Обладатель Кубка Испании: 1959/60, 1960/61

Палмейрас
- Чемпион штата Сан-Паулу: 1963

Сборная Бразилии
- Чемпион мира: 1958, 1962

### Личные
- Лучший бомбардир чемпионата мира: 1962